# Dicranomyia tenebrosa
Dicranomyia tenebrosa är en tvåvingeart som beskrevs av Edwards 1923. Dicranomyia tenebrosa ingår i släktet Dicranomyia och familjen småharkrankar. Inga underarter finns listade i Catalogue of Life.